# Долгов, Арсений Кузьмич
Арсе́ний Кузьми́ч Долго́в (1873, Борисоглебск, Тамбовская губерния — 27 сентября 1937, Бутовский полигон, Московская область) — член II Государственной думы от Тамбовской губернии.

## Биография
Православный. Имел университетское образование, служил нотариусом в Борисоглебске.
Член кадетской партии. Состоял выборщиком в I Государственную думу.
В 1907 году был избран членом Государственной думы II созыва от Тамбовской губернии, входил во фракцию кадетов. Состоял членом распорядительной комиссии, докладчиком 9-го отдела по проверке прав членов Думы. 
В 1912 году был избран гласным Борисоглебского уездного земства. Баллотировался на выборах в IV Думу, но не прошел. 
В 1917 был кандидатом в Учредительное собрание от Тамбовской губернии по списку кадетов, но не был избран.
В 1930-х служил экономистом на Московском тормозном заводе, жил на Сущевской улице.
Был арестован 27 августа 1937 года. 26 сентября тройка УНКВД по Московской области приговорила Долгова к «расстрелу за резкую контрреволюционную агитацию и антисоветскую пропаганду против мероприятий партии и правительства».
Расстрелян 27 сентября на Бутовском полигоне. Похоронен там же.